# .pl
.pl (Polônia) é o código TLD (ccTLD) na Internet para a Polónia.